# 聯合班次
聯合班次（Combined headway）是一個公共汽車排班術語，指兩條路線統一編配開車時間，使車隊資源能有效地善用，避免同一公司自己的路線互相競爭，並減少乘客候車時間。實施聯合班次的路線組別在理想情況下，另一條走線相近的路線在兩班車之間開出，達到班次間隔的效果，在共同路段達成加密班次的效果。例如兩條30分鐘一班的路線，在聯合班次下，可以做出每15分鐘有一班巴士的效果。
能夠實施聯合班次的路線通常需有以下先決條件：
- 總站地點相同或相當接近；
- 走線相近，主要服務範圍大致重疊；
- 頭尾班車時間相近（部分）；
- 班次頻密程度相近，而且班次並非十分頻密（或者其中較密路線的班次會因較疏路線開出而出現跳班）。

事實上，有些提供聯合班次的路線，其一（副線）是另一路線（主線）的特別路線。例如香港的九巴276P線及九巴276線。